# Kawano Junji
Kawano Junji (sinh ngày 11 tháng 7 năm 1945) là một cầu thủ bóng đá người Nhật Bản.

## Đội tuyển bóng đá quốc gia Nhật Bản
Kawano Junji thi đấu cho đội tuyển bóng đá quốc gia Nhật Bản từ năm 1968 đến 1969.

## Thống kê sự nghiệp
| Đội tuyển bóng đá Nhật Bản | Đội tuyển bóng đá Nhật Bản | Đội tuyển bóng đá Nhật Bản |
| Năm                        | Trận                       | Bàn                        |
| -------------------------- | -------------------------- | -------------------------- |
| 1968                       | 1                          | 0                          |
| 1969                       | 1                          | 0                          |
| Tổng cộng                  | 2                          | 0                          |